# Steckrübeneintopf

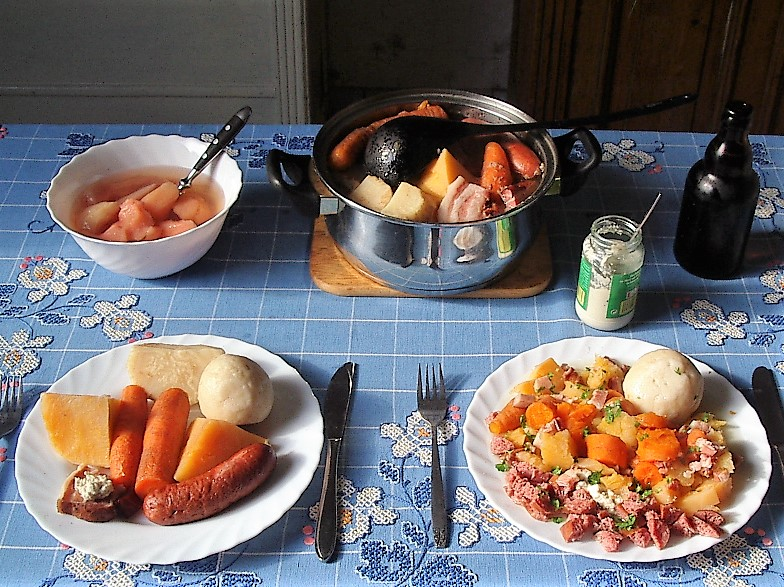
Servicio del Steckrübeneintopf sobre un mantel azul típico de las mesas del norte de Alemania. Acompañado de las verduras cocidas pasta de rábano y una cerveza.

El Steckrübeneintopf es un cocido de nabos y carne muy tradicional de la cocina de Baja Sajonia. El nombre del plato en alemán es una composición de dos palabras: Steckrüben que es "nabicol" (una especie de nabo frecuente en la cocina alemana) y eintopf que es similar a "cocido en olla". El plato es muy conocido en el norte de Alemania y sobre todo en la comarca de Elbe-Weser-Dreieck.

## Características
El ingrediente principal es el nabicol cocido con zanahorias y Klüten (son bolas de pan muy similares a los Klöße, y que proporcionan una identidad característica a los platos del norte de Alemania). La carne de cerdo empleada es generalmente ahumada, como un Kasseler. La cocción de este plato es muy lenta (generalmente se hace a fuego lento) y puede llegar a durar entre dos y tres horas. En la actualidad se realiza en ollas de cocción lenta. Los ingredientes añadidos son apio, patata (a menudo es sobrecocida), puerro. En algunas ocasiones se añade en la parte final de la cocción una pera para que proporcione esa típica tonalidad de la cocina alemana del norte entre salado-dulce. El caldo (Jüchen) se suele degustar acompañado con mostaza o rábano.
Se suele servir junto en un plato o en diferentes platos para cada comensal en el que se separa la carne de las verduras y los Klüten. Suele ser acompañado además con arándanos o compota de manzana.

## Denominaciones
El nombre antiguo de este plato Rökert (ahumado) en los dialectos de la zona recuerdan ese carácter y aroma del plato, otras denominaciones (como en la región de Land Hadeln) recuerdan otros aspectos del plato Speck und Klüten. En algunas zonas de Alemania del norte los campesinos cocinaban este plato a diario,y no era de extrañar que a veces se tuviera que re-cocer varias veces los sobrantes de otros días, de ahí viene la denominación que se hace en la zona del Stade Tokokers (re-cocido).

## Variantes
El Steckrübeneintopf cuando se hace con carne de ternera cocida (en lugar de la de cerdo) se denomina Hamburger National, sin embargo el Lübecker National se elabora de forma similar con nabicol y carne de cerdo no ahumada.
Existe una versión que generalmente se elabora en el periodo navideño y que contiene más ingredientes cárnicos y vegetales (siempre ahumados) y se denomina Fullbuksobend ("Vollbauchabend", trad. "barriga llena por la tarde").